# Artur (football, 1955)
Pour les articles homonymes, voir Artur et Artur Correia.
Artur Soares Correia dit Artur est un footballeur portugais né le 15 mars 1955 à Braga. Il jouait au poste de défenseur droit.

## Biographie

### En club
Né à Braga, Artur commence sa carrière avec le club local du Sporting Braga, où il fait ses débuts professionnels en 1973. Défenseur latéral rigoureux et déterminé, il dispute 317 matchs de championnat au cours de 14 saisons.
En 1987, Artur rejoint le Sporting Espinho où il joue 11 matchs lors de sa dernière saison, avant de mettre un terme à sa carrière en 1988.

### En sélection
Il dispute un unique match avec l'équipe du Portugal en 1979 contre l'Espagne en amical à Vigo (match nul 1-1).